# Algodoeiro
- Commons
- Wikispecies

O algodoeiro é o nome vulgar dado a várias espécies do género botânico Gossypium L., da família Malvaceae. Existem cerca de 40 espécies, arbustivas, nativas das regiões subtropicais e tropicais, algumas das quais são utilizadas para a produção da fibra têxtil conhecida como algodão.
Em estado selvagem, os arbustos do algodoeiro conseguem atingir até 7 m de altura. As folhas são grandes, com três, cinco (ou mesmo sete) lobos. As sementes estão contidas numa cápsula, estando cada uma envolvida numa fibra felpuda designada pelo vocábulo inglês lint (plural: linters). As espécies mais utilizadas para fins comerciais são G. hirsutum (Estados Unidos e Austrália), G. arboreum e G. herbaceum (Ásia), e G. barbadense (Egipto). Os linters são, geralmente brancos, mas existem também variedades com cor castanha ou verde que, para não contaminarem geneticamente a variedade branca, têm a sua plantação banida junto às grandes produções de algodão.

## Sinonímia do gênero
| - Erioxylum Rose & Standl. - Ingenhouzia DC. - Notoxylinon Lewton - Selera Ulbr. | - Sturtia R. Br. - Thurberia A. Gray - Ultragossypium Roberty |

## Espécies
Espécies utilizadas para fins têxteis
- Gossypium arboreum L. – Algodoeiro-arbóreo, nativo da Ásia meridional.
- Gossypium barbadense L. – Algodoeiro egípcio, tambémdesignado como algodão-crioulo ou algodão de Sea Island, nativo da América do Sul tropical.
- Gossypium herbaceum L. – Algodoeiro-asiático ou algodoeiro-do-levante, nativo do sul de África
- Gossypium hirsutum L. – Algodoeiro-das-terras-altas ou Algodoeiro-americano, nativo da América Central, do Caribe e do sul da Florida.
- Gossypium vitifolium Lam. - cultivado nos Estados Unidos, México, Antilhas e norte da América do Sul

Outras espécies de Gossypium
- Gossypium sturtianum Willis – algodoeiro-de-Sturt, nativo da Austrália.
- Gossypium thurberi Tod. – algodoeiro-selvagem-do-arizona, nativo do Arizona, Novo México e norte do México.
- Gossypium tomentosum Nutt. ex Seem – Ma‘o ou algodoeiro-do-Havai, espécie endémica das ilhas do Havai. O seu lint é curto e castanho-avermelhado, não sendo apropriado para a produção têxtil.
- «Lista completa»

## Classificação do gênero
| Sistema | Classificação                        | Referência               |
| ------- | ------------------------------------ | ------------------------ |
| Linné   | Classe Monadelphia, ordem Polyandria | Species plantarum (1753) |

Algodão.

## Pragas e doenças do algodoeiro

### Pragas

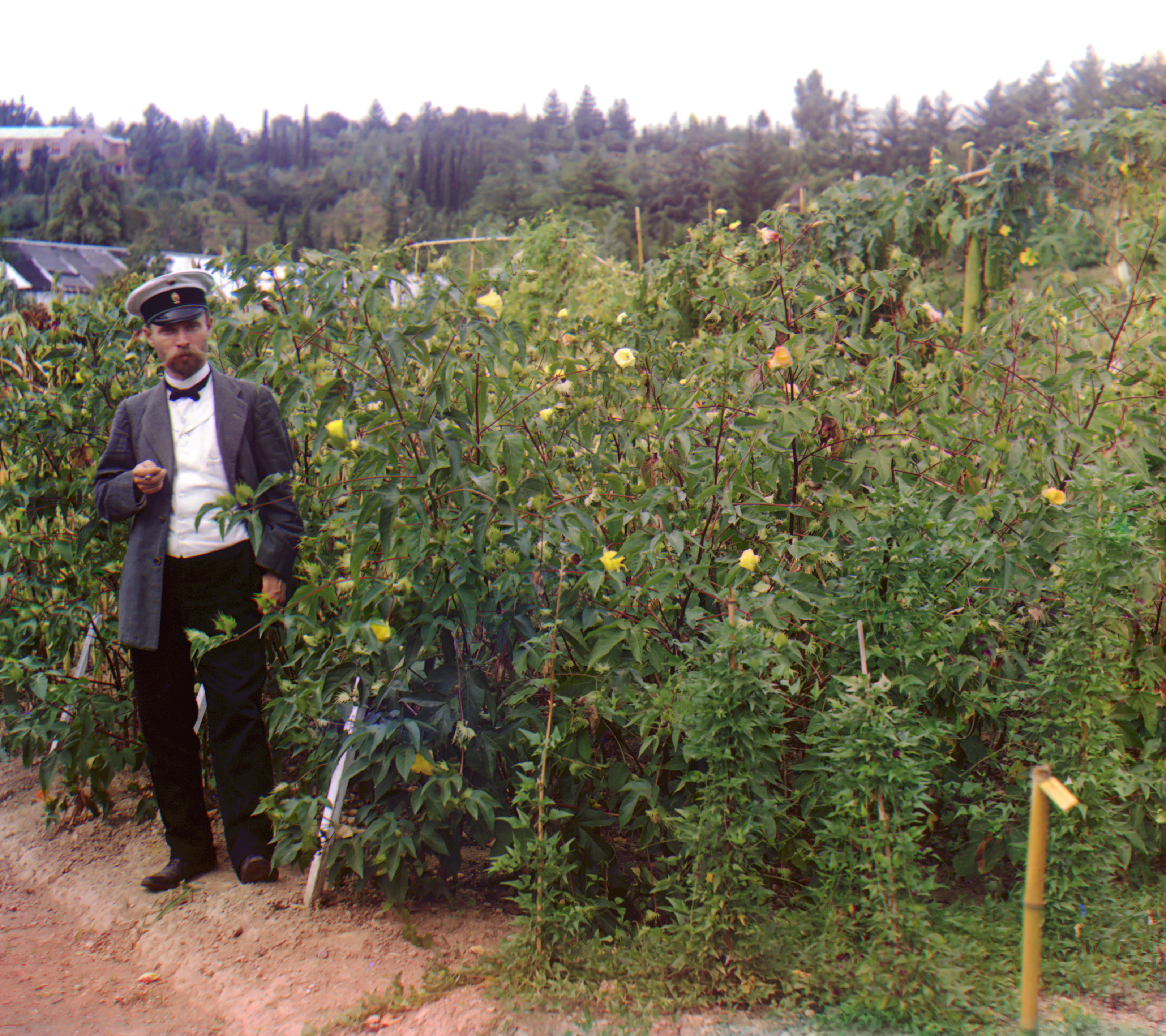
Campo de algodão no Jardim Botânico de Sucumi, foto de cerca de 1912.

- Bicudo-do-algodoeiro, Anthonomus grandis
- Pulgão-do-algodão, Aphis gossypii
- Lagarta-do-tomate, Helicoverpa armigera, e Lagarta-australiana-dos-botões-de-algodão Helicoverpa punctigera
- Creontiades dilutus, um insecto que suga a seiva da planta
- Ácaro-rajado, Tetranychus urticae, T. ludeni (ácaro-vermelho) e T. lambi
- Tripes, Thrips tabaci e Frankliniella schultzei

### Doenças
- Mancha de Alternaria, causada por Alternaria macrospora e Alternaria alternata
- Antracnose e ramulose,  causada por Colletotrichum gossypii
- Podridão negra da raiz, causada pelo fungo Thielaviopsis basicola
- Mancha bacteriana de  Xanthomonas campestris pv. malvacearum
- Podridão vermelha da raiz ou mal do Panamá, causada pelas espécies do género Fusarium.
- Gomose de Phytophthora, causada por Phytophthora nicotianae var parasitica

## Algodão geneticamente modificado
O algodão geneticamente modificado (GM) foi criado a pensar na redução do uso de pesticidas. É plantado em todo o mundo e crê-se que implique o uso de cerca de 80% menos de pesticidas que o algodão normal. Segundo o Serviço Internacional para Aquisição de Aplicações Biotecnológicas Agrícolas (ISAAA), a área total mundial dedicada ao cultivo de algodão geneticamente modificado é de 67,000 km² em 2002. Isto representa cerca de 20% da área total usada para o cultivo de algodão. As colheitas norte-americanas de algodão geneticamente já representam 73% do total da produção nacional.
A introdução inicial de Algodão GM na Austrália foi um desastre comercial - as safras foram menores que as previstas e os algodoeiros fizeram polinização cruzada com outras variedades de algodão. Contudo, com a introdução de uma segunda variedade de algodão GM, a produção deste tipo de algodão passou a representar 15% da produção nacional australiana em 2003 e 80% em 2004, quando a variedade original foi praticamente suprimida.

## Algodão orgânico ou biológico

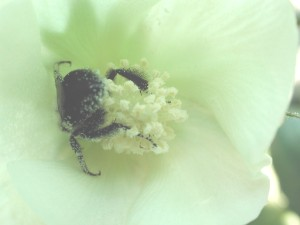
Flor de Gossypium hirsutum polinizada por um abelhão em Hemingway, Carolina do Sul.

O algodão orgânico ou biológico é aquele que é cultivado sem uso de pesticidas ou aditivos químicos fertilizantes, recorrendo a métodos de menor impacte ambiental. Este tipo de algodão é especialmente utilizado na produção de lenços, écharpes e kimonos. Existem diferentes níveis de certificação deste género de produto mas, em geral, exige-se que os solos onde a planta é cultivada não tenha recebido qualquer tratamento químico nos últimos três anos antes da plantação.